# 메건 헨닝
메건 헨닝(Megan Henning, 1978년 9월 13일 ~ )은 미국의 연극 배우, 영화배우, 텔레비전 배우이다.
볼티모어에서 태어났다.

## 방송
- 제7의 천국

## 영화
- 어제는 거짓말이었다 (2008년)
- 나는 누가 날 죽였는지 알고 있다 (2007년)
- 더 로스트 (2006년)
- 서바이버 포 걸스 (2004년) - 데보라 역
- 제7의 천국 (1996년)